# Filmografie van Rudolf Prack
Dit is de filmografie van Rudolf Prack, een lijst van de films waarin hij een (hoofd)rol speelde:
- 1937: Florentine
- 1938: Prinzessin Sissy
- 1938: Der Optimist
- 1939: Mutterliebe
- 1940: Krambambuli
- 1940: Ein Leben lang
- 1940: Der liebe Augustin
- 1941: Spähtrupp Hallgarten
- 1942: Die goldene Stadt
- 1942: Die große Nummer
- 1943: Die unheimliche Wandlung des Alex Roscher
- 1943: Reise in die Vergangenheit
- 1943: Der ewige Klang
- 1944: Die heimlichen Bräute
- 1944: Aufruhr der Herzen
- 1944: Orient-Express
- 1945/*1950: Liebe nach Noten (Überläufer)
- 1945/*1949: Ein Herz schlägt für Dich (Überläufer)
- 1946: Der weite Weg
- 1946: Glaube an mich
- 1948: Zyankali
- 1948: Fregola
- 1948: Morgen ist alles besser
- 1948: Königin der Landstraße
- 1949: Heimliches Rendezvous
- 1949: Um eine Nasenlänge
- 1950: Maharadscha wider Willen
- 1950: Schwarzwaldmädel
- 1950: Mädchen mit Beziehungen
- 1951: Eine Frau mit Herz
- 1951: Engel im Abendkleid
- 1951: Die Dame in Schwarz
- 1951: Grün ist die Heide
- 1951: Johannes und die 13 Schönheitsköniginnen
- 1952: Die Diebin von Bagdad
- 1952: Tausend rote Rosen blühn
- 1952: Lockende Sterne
- 1952: Ferien vom Ich
- 1952: Wenn abends die Heide träumt
- 1953: Kaiserwalzer
- 1953: Wenn am Sonntagabend die Dorfmusik spielt
- 1953: Komm zurück
- 1953: Die Privatsekretärin
- 1954: Roman eines Frauenarztes
- 1954: Kaisermanöver
- 1954: Große Star-Parade (cameo)
- 1955: Heimatland
- 1955: Ball im Savoy
- 1955: Der Kongreß tanzt
- 1956: Kronprinz Rudolfs letzte Liebe
- 1956: Dany, bitte schreiben Sie
- 1956: Kaiserball
- 1956: Roter Mohn
- 1957: Das einfache Mädchen
- 1957: Heimweh … dort, wo die Blumen blühn
- 1958: Der Page vom Palast-Hotel
- 1958: Die Landärztin
- 1958: Eine Reise ins Glück
- 1958: Der Priester und das Mädchen
- 1959: Was eine Frau im Frühling träumt
- 1959: Aus dem Tagebuch eines Frauenarztes
- 1959: Du bist wunderbar
- 1959: Ein Herz braucht Liebe
- 1960: Die junge Sünderin
- 1961: Frau Irene Besser
- 1961: Vertauschtes Leben
- 1961: Mariandl
- 1962: Mariandls Heimkehr
- 1963: Schwejks Flegeljahre
- 1964: Holiday in St. Tropez
- 1964: Happy-End am Wörthersee (Happy-End am Attersee)
- 1964: Die lustigen Weiber von Tirol
- 1965: Ruf der Wälder
- 1965: Heidi
- 1968: Ein dreifach Hoch dem Sanitätsgefreiten Neumann
- 1970: Frau Wirtin bläst auch gern Trompete
- 1971: Glückspilze
- 1971: Verliebte Ferien in Tirol
- 1972: Sie nannten ihn Krambambuli
- 1973: Wenn jeder Tag ein Sonntag wär
- 1974: Der Jäger von Fall
- 1974: Karl May
- 1976: Jesus von Ottakring
- 1977: Die Standarte